# Gustaf Brandel (militär)
Gustaf Brandel, född 19 januari 1776 i Alger, död 10 maj 1820, var en svensk officer.
Brandel utnämndes till fänrik vid Göta livgarde 1794 och blev adjutant där 1795 samt vid Krigskollegiums presidentdepartement 1808-1811. Han blev kapten 1809 och major 1818. Brandel var amatörviolinist och invaldes som ledamot nummer 200 i Kungliga Musikaliska Akademien den 21 oktober 1801. Han var son till Henrik Brandel och Maria Margareta Wolters samt bror till Sophia, Emilie och Genseric Brandel som alla var ledamöter i akademien. Som målare medverkade han i Konstakademiens utställning 1810 med fyra "Copior efter franska colorerade gravyrer" samt ytterligare några arbeten. Brandel är begravd på Solna kyrkogård.